# ماریتایم لانچ سرویس
ماریتایم لانچ سرویس (انگلیسی: Maritime Launch Services) شرکت هوافضای کانادایی است، که در سال ۲۰۱۶ تأسیس شد.